# لاقبي

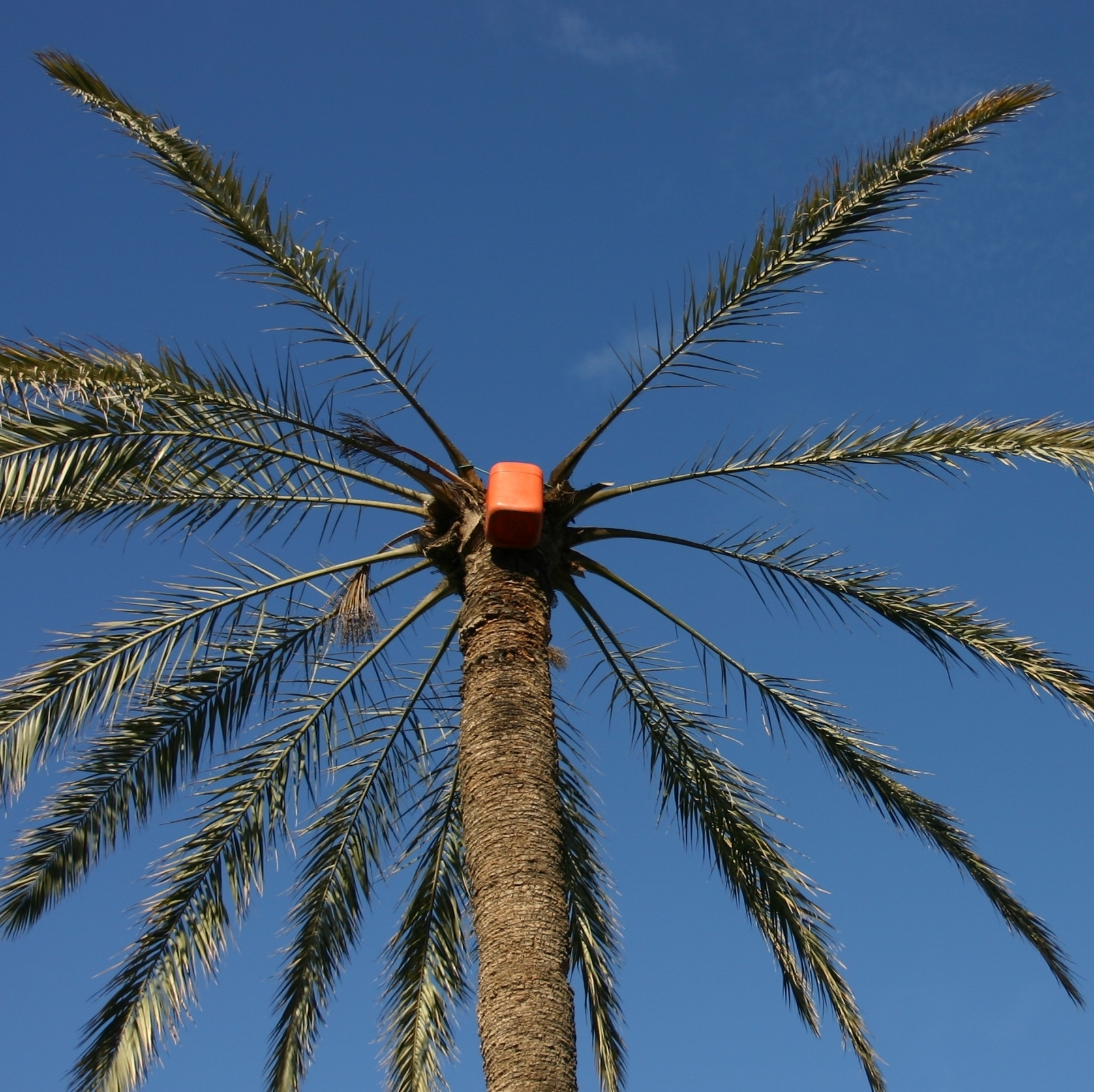
في شمال أفريقيا، يُستخرج اللاقمي بقطع رأس النخلة مما يؤدي إلى موتها بعد ذلك مباشرة. الصورة من قابس في تونس

اللاقمي (في تونس والجزائر) أو اللاقبي (في ليبيا) هو مشروب يجمع من عصارة تُستخرج من سيقان بعض أشجار النخيل في مناطق متعددة من تونس والجزائر وليبيا. قد يطلق عليه في بعض البلدان التي يُستخرج من أشجار النخيل المتوفرة بها اسم نبيذ النخيل، وقد يكون مُخَمَّراً (كحولي) أو غير مُخَمَّر (عصير)، ويشرب الأخير عادة برمضان. وطريقة استخراج مشروب من سيقان النخيل توجد بمختلف أماكن العالم في إفريقيا وآسيا ودول الكاريبي وأميركا الجنوبية.
يعد العديد من أن الاستخراج المتكرر وغير المنضبط لهذا السائل من النخلة ضاراً لدرجة أنها قد تؤدي لموت النخلة بحال استخراج العُصارة بطريقة خاطئة. وازدادت في ليبيا والجزائر ظاهرة إنتاج اللاقبي بطريقة خاطئة تتضمن قتل النخلة بعد استخراج اللاقبي منها، فيقوم البعض باستخراج اللاقمي (عصارة النخلة) حيث تُقطع رأس النخلة وتُجرّح بالفؤوس أو السكاكين (يسمونها تحجيم النخلة) كي يستخرجوا منها أكبر كمية من العصارة بأسرع وقت، فتموت النخلة بعد ذلك. بينما تكون الطريقة الأفضل لضمان حياة النخلة باستخراج العصارة من سعف النخلة أو من جِذعها (ساقها)، وهي طريقة بطيئة تتبع ببقية أنحاء العالم كالهند مثلاً.

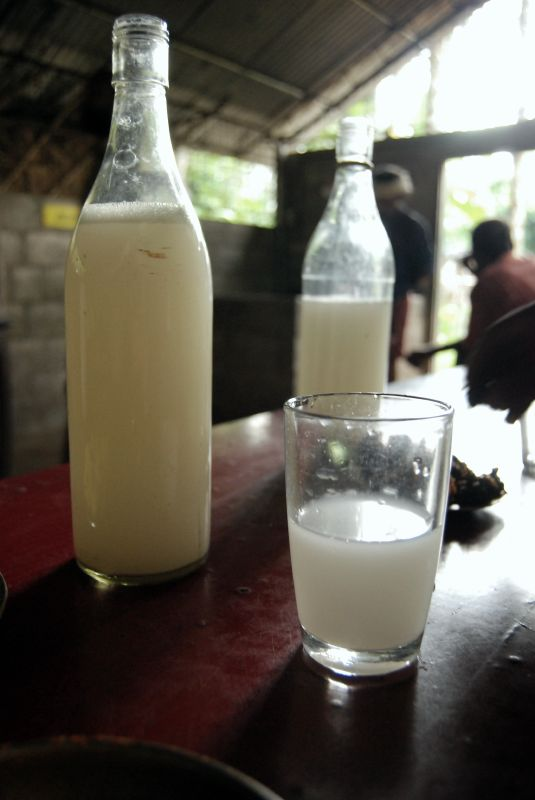
اللاقمي المُخَمَّر بقارورة زجاجية

يعد مشروباً محلياً في ليبيا وتونس والجزائر، في حال تركه لفترة أكثر من يوم يتخمر ليصبح مشروباً كحولياً. يُستخرج هذا السائل في فصل الصيف ليعطي كمية وجودة أفضل منه في فصل الشتاء.أول ذكر مسجل لمشروب اللاقبي في ليبيا في العصر الحديث في لغة أوربية ذكره الكاتب ريدي في عام 1666. كما أن هناك عديد من الإشارات في وقت لاحق أغلبها من قبل رحالة ذكروه بطريق الصدفة.
وإن تم تخمير اللاقبي\اللاقمي، يتحول إلى نوع من أنواع نبيذ التمر (أي خمرة التمر)، ويكون لونه أبيض إن خُمٍّر، على عكس لون اللاقبي غير المخمر الذي يكون أقرب للون التمر (بني تقريباً). وقد تصل نسبة الكحول فيه إلى 8.1% كما هو الحال في اللاقبي المنتج في الهند ما يجعله نبيذاً متوسط القوة. ويحظى اللاقبي المُخمر قبولاً وطلباً شعبياً ويعده البعض منافساً للمشروبات الكحولية المستوردة في الجزائر وتونس. يُمكن تقطير اللاقبي المخمر لإنتاج العرق (المشروب الكحولي المقطر) ويكون لونه بعد التقطير شفافاً كالماء.